# 사다 소타로
사다 소타로(일본어: 佐田 聡太郎, 1984년 3월 18일 ~ )는 일본의 전 축구 선수이다.

## 구단 경력
과거 산프레체 히로시마, 더스파 구사쓰, AC 나가노 파르세이루에서 활동하였다.